# Calificările pentru Campionatul Mondial de Fotbal 2018 (AFC)
Reuniunea Comitetului Executiv AFC la 16 aprilie 2014 a aprobat propunerea să fuzioneze rundele de calificare la Campionatul Mondial de Fotbal 2018 și Cupa Asiei, care a fost extinsă la 24 de echipe la startul Cupei Asiei AFC 2019.

## Format
Structura de calificare este următoarea:
- Prima rundă: Cel mai jos echipe clasate vor juca acasă-și-în deplasare pentru a reduce numărul total de echipe la 40.
- Runda secundă: Cele 40 de echipe vor fi împărțite în opt grupe de câte cinci pentru a juca acasă-și-în deplasare, se califică cele opt câștigătoare de grupe plus cele mai bune 4 de pe locul doi vor avansa în runda a treia calificărilor pentru Campionatul Mondial de Fotbal și se vor califica în finala Cupa Asiei AFC.
- A treia rundă: Cele 12 echipe (o creștere de la 10 din 2014) vor fi împărțite în două grupe de câte șase pentru a juca acasă-și-deplasare meciuri round-robin. În funcție de numărul de calificați de la AFC, primele două echipe din fiecare grupă se vor califica pentru Campionatul Mondial de Fotbal 2018, și cele doua echipe de pe locul trei vor avansa în runda a patra.
- A patra rundă: În funcție de numărul de calificați de la AFC, cele doua echipe situate pe locul trei în runda a treia va juca împotriva celuilalt acasă-și-deplasare două tururi pentru a determina care echipa va avansa la play-off-uri inter-confederații.

Cele mai bune 24 de echipe eliminate de la Cupa Mondială în runda a doua de calificări vor fi împărțite în șase grupe de câte patru pentru locurile rămase pentru Cupa Asiei 2019 (runda a treia de calificări pentru Cupa Asiei 2019 va fi separată de runda a treia al Calificărilor pentru Campionatul Mondial de Fotbal 2018).

## Echipele Eligibile
Toate cele 46 de echipe naționale AFC care sunt membre FIFA sunt eligibile pentru a intra.
| Concurează în prima rundă (Locurile de la 35 la 46) | Trec direct în runda secundă (Locurile de la 1 la 34) | |
| --- | --- | --- |
| 1. Brunei (198) 2. Cambodgia (179) 3. Taipeiul Chinez (182) 4. India (171) 5. Macao (186) 6. Mongolia (194) 7. Nepal (186) 8. Pakistan (188) 9. Sri Lanka (172) 10. Timorul de Est (185) 11. Yemen (176) 12. Bhutan (209) | 1. Iran 2. Japonia 3. Coreea de Sud 4. Uzbekistan 5. Emiratele Arabe Unite 6. Qatar 7. Oman 8. Iordania 9. China 10. Australia 11. Arabia Saudită 12. Bahrain 13. Irak 14. Palestina 15. Liban 16. Kuweit 17. Filipine | 1. Maldive 2. Vietnam 3. Tadjikistan 4. Myanmar 5. Afganistan 6. Thailanda 7. Turkmenistan 8. Coreea de Nord 9. Siria 10. Kârgâzstan 11. Malaysia 12. Hong Kong 13. Singapore 14. Indonezia 15. Laos 16. Guam 17. Bangladesh |

Notă:  Echipa națională de fotbal a Insulelor Marianei de Nord este membru asociat AFC, dar nu un membru FIFA. În cazul în care li se permite să intre în runda de calificare pentru Cupa Asiei AFC, ei vor juca, de asemenea, în meciurile de calificare. Indiferent, ele nu sunt eligibile pentru a beneficia de Campionatul Mondial de Fotbal.

## Program
Orarul competiției este după cum urmează.
| Rundă        | Zi de meci    | Data              |
| ------------ | ------------- | ----------------- |
| Prima rundă  | Tur           | 12 martie 2015    |
| Prima rundă  | Retur         | 17 martie 2015    |
| A doua rundă | Zi de meci 1  | 11 iunie 2015     |
| A doua rundă | Zi de meci 2  | 16 iunie 2015     |
| A doua rundă | Zi de meci 3  | 3 septembrie 2015 |
| A doua rundă | Zi de meci 4  | 8 septembrie 2015 |
| A doua rundă | Zi de meci 5  | 8 octombrie 2015  |
| A doua rundă | Zi de meci 6  | 13 octombrie 2015 |
| A doua rundă | Zi de meci 7  | 12 noiembrie 2015 |
| A doua rundă | Zi de meci 8  | 17 noiembrie 2015 |
| A doua rundă | Zi de meci 9  | 24 martie 2016    |
| A doua rundă | Zi de meci 10 | 29 martie 2016    |

| Rundă         | Zi de meci    | Data              |
| ------------- | ------------- | ----------------- |
| Runda a treia | Zi de meci 1  | 1 septembrie 2016 |
| Runda a treia | Zi de meci 2  | 6 septembrie 2016 |
| Runda a treia | Zi de meci 3  | 6 octombrie 2016  |
| Runda a treia | Zi de meci 4  | 11 octombrie 2016 |
| Runda a treia | Zi de meci 5  | 15 noiembrie 2016 |
| Runda a treia | Zi de meci 6  | 23 martie 2017    |
| Runda a treia | Zi de meci 7  | 28 martie 2017    |
| Runda a treia | Zi de meci 8  | 13 iunie 2017     |
| Runda a treia | Zi de meci 9  | 31 august 2017    |
| Runda a treia | Zi de meci 10 | 5 septembrie 2017 |
| Runda a patra | Tur           | 5 octombrie 2017  |
| Runda a patra | Retur         | 10 octombrie 2017 |

Play-off-le inter-confederații sunt programate să se dispute între 6-14 noiembrie 2017

## Prima rundă
Tragerea la sorți pentru prima rundă va avea loc pe 10 februarie 2015

### Favoriți
Favoriții pentru prima rundă de calificări utilizează Clasamentul FIFA pe națiuni pe ianuarie 2015

### Meciurile
| Echipa #1       | Total | Echipa #2 | Tur | Retur |
| --------------- | ----- | --------- | --- | ----- |
| India           | 2–0   | Nepal     | 2–0 | 0–0   |
| Yemen           | 3–1   | Pakistan  | 3–1 | 0–0   |
| Timorul de Est  | 5–1   | Mongolia  | 4–1 | 1–0   |
| Cambodgia       | 4–1   | Macao     | 3–0 | 1–1   |
| Taipeiul Chinez | 2–1   | Brunei    | 0–1 | 2–0   |
| Sri Lanka       | 1–3   | Bhutan    | 0–1 | 1–2   |

## A doua rundă
Tragerea la sorți pentru a doua rundă va avea loc pe 11 aprilie 2015

### Grupele

#### Grupa A
| Echipa                | MJ | V | E | Î | GM | GP | G   | Pct |
| --------------------- | -- | - | - | - | -- | -- | --- | --- |
| Arabia Saudită        | 8  | 6 | 2 | 0 | 28 | 4  | +24 | 20  |
| Emiratele Arabe Unite | 8  | 5 | 2 | 1 | 25 | 4  | +21 | 17  |
| Palestina             | 8  | 3 | 3 | 2 | 22 | 6  | +16 | 12  |
| Malaysia              | 8  | 1 | 1 | 6 | 3  | 30 | −27 | 4   |
| Timorul de Est        | 8  | 0 | 2 | 6 | 2  | 36 | −34 | 2   |

- Arabia Saudită și  Emiratele Arabe Unite s-au calificat în a treia rundă și la Cupa Asiei 2019.
- Palestina și  Malaysia s-au calificat în runda a treia de calificări a Cupei Asiei.
- Timorul de Est s-a calificat pentru runda play-off a Cupei Asiei.

#### Grupa B
| Echipa      | MJ | V | E | Î | GM | GP | G   | Pct |
| ----------- | -- | - | - | - | -- | -- | --- | --- |
| Australia   | 8  | 7 | 0 | 1 | 29 | 4  | +25 | 21  |
| Iordania    | 8  | 5 | 1 | 2 | 21 | 7  | +14 | 16  |
| Kârgâzstan  | 8  | 4 | 2 | 2 | 10 | 8  | +2  | 14  |
| Tadjikistan | 8  | 1 | 2 | 5 | 9  | 20 | −11 | 5   |
| Bangladesh  | 8  | 0 | 1 | 7 | 2  | 32 | −30 | 1   |

- Australia s-a calificat în runda a treia și la Cupa Asiei 2019.
- Iordania și  Kârgâzstan s-au calificat în runda a treia de calificare a Cupei Asiei.
- Tadjikistan și  Bangladesh s-au calificat în runda play-off a Cupei Asiei.

#### Grupa C
| Echipa    | MJ | V | E | Î | GM | GP | G   | Pct |
| --------- | -- | - | - | - | -- | -- | --- | --- |
| Qatar     | 8  | 7 | 0 | 1 | 29 | 4  | +25 | 21  |
| China     | 8  | 5 | 2 | 1 | 27 | 1  | +26 | 17  |
| Hong Kong | 8  | 4 | 2 | 2 | 13 | 5  | +8  | 14  |
| Maldive   | 8  | 2 | 0 | 6 | 8  | 20 | −12 | 6   |
| Bhutan    | 8  | 0 | 0 | 8 | 5  | 52 | −47 | 0   |

- Qatar și  China s-au calificat în a treia rundă și Cupa Asiei 2019.
- Hong Kong s-a calificat în a treia rundă a Cupei Asiei.
- Maldive și  Bhutan s-au calificat în runda play-off a Cupei Asiei.

#### Grupa D
| Echipa       | MJ | V | E | Î | GM | GP | G   | Pct |
| ------------ | -- | - | - | - | -- | -- | --- | --- |
| Iran         | 8  | 6 | 2 | 0 | 26 | 3  | +23 | 20  |
| Oman         | 8  | 4 | 2 | 2 | 11 | 7  | +4  | 14  |
| Turkmenistan | 8  | 4 | 1 | 3 | 10 | 11 | −1  | 13  |
| Guam         | 8  | 2 | 1 | 5 | 3  | 16 | −13 | 7   |
| India        | 8  | 1 | 0 | 7 | 5  | 18 | −13 | 3   |

- Iran s-a calificat în runda a treia și la Cupa Asiei 2019.
- Oman,  Turkmenistan și  Guam s-au calificat în runda a treia a Cupei Asiei.
- India s-a calificat în runda play-off a Cupei Asiei.

#### Grupa E
| Echipa     | MJ | V | E | Î | GM | GP | G   | Pct |
| ---------- | -- | - | - | - | -- | -- | --- | --- |
| Japonia    | 8  | 7 | 1 | 0 | 27 | 0  | +27 | 22  |
| Siria      | 8  | 6 | 0 | 2 | 26 | 11 | +15 | 18  |
| Singapore  | 8  | 3 | 1 | 4 | 9  | 9  | 0   | 10  |
| Afganistan | 8  | 3 | 0 | 5 | 9  | 24 | −15 | 9   |
| Cambodgia  | 8  | 0 | 0 | 8 | 1  | 27 | −26 | 0   |

- Japonia și  Siria s-au calificat în runda a treia și la Cupa Asiei 2019.
- Singapore și  Afganistan s-au calificat în runda a treia a Cupei Asiei.
- Cambodgia s-a calificat în runda play-off a Cupei Asiei.

#### Grupa F
| Echipa          | MJ | V | E | Î | GM | GP | G   | Pct |
| --------------- | -- | - | - | - | -- | -- | --- | --- |
| Thailanda       | 6  | 4 | 2 | 0 | 14 | 6  | +8  | 14  |
| Irak            | 6  | 3 | 3 | 0 | 13 | 6  | +7  | 12  |
| Vietnam         | 6  | 2 | 1 | 3 | 7  | 8  | −1  | 7   |
| Taipeiul Chinez | 6  | 0 | 0 | 6 | 4  | 19 | −15 | 0   |
| Indonezia       | 0  | 0 | 0 | 0 | 0  | 0  | 0   | 0   |

- Thailanda și  Irak s-au calificat în runda a treia și la Cupa Asiei 2019.
- Vietnam s-a calificat în runda a treia a Cupei Asiei.
- Taipeiul Chinez s-a calificat în runda play-off a Cupei Asiei.
- Indonezia a fost descalificată.

#### Grupa G
| Echipa        | MJ | V | E | Î | GM | GP | G   | Pct |
| ------------- | -- | - | - | - | -- | -- | --- | --- |
| Coreea de Sud | 7  | 7 | 0 | 0 | 24 | 0  | +24 | 21  |
| Liban         | 8  | 3 | 2 | 3 | 12 | 6  | +6  | 11  |
| Kuweit        | 6  | 3 | 1 | 2 | 12 | 4  | +8  | 10  |
| Myanmar       | 8  | 2 | 2 | 4 | 9  | 21 | −12 | 8   |
| Laos          | 7  | 0 | 1 | 6 | 3  | 29 | −26 | 1   |

- Coreea de Sud s-a calificat în runda a treia și la Cupa Asiei 2019.
- Liban,  Kuweit și  Myanmar s-au calificat în runda a treia a Cupei Asiei.
- Laos s-a calificat în runda play-off a Cupei Asiei.

#### Grupa H
| Echipa         | MJ | V | E | Î | GM | GP | G   | Pct |
| -------------- | -- | - | - | - | -- | -- | --- | --- |
| Uzbekistan     | 8  | 7 | 0 | 1 | 20 | 7  | +13 | 21  |
| Coreea de Nord | 8  | 5 | 1 | 2 | 14 | 8  | +6  | 16  |
| Filipine       | 8  | 3 | 1 | 4 | 8  | 12 | −4  | 10  |
| Bahrain        | 8  | 3 | 0 | 5 | 10 | 10 | 0   | 9   |
| Yemen          | 8  | 1 | 0 | 7 | 2  | 17 | −15 | 3   |

- Uzbekistan s-a calificat în runda a treia și la Cupa Asiei 2019.
- Coreea de Nord,  Filipine și  Bahrain s-au calificat în runda a treia a Cupei Asiei.
- Yemen s-a calificat în runda play-off a Cupei Asiei.

## Runda a treia

### Tragerea la sorți
Tragerea la sorți pentru a treia rundă a avut loc pe 12 aprilie 2016, la ora 16:30 MST ( UTC + 8 ), la Mandarin Oriental Hotel în Kuala Lumpur , Malaezia. 
Tragerea se bazează pe clasamentul mondial FIFA din aprilie 2016 (prezentate în paranteze de mai jos).  Cele 12 echipe sunt puse în 6 urne: 
- Urna 1 conținea echipele clasate pe locurile 1-2.
- Urna 2 conținea echipele clasate pe locurile 3-4.
- Urna 3 conținute echipele clasate pe locurile 5-6.
- Urna 4 conținea echipele clasate pe locurile 7-8.
- Urna 5 conținute echipele clasate pe locurile 9-10.
- Urna 6 conținea echipele clasate pe locurile 11-12.

| Urna 1                           | Urna 2                     | Urna 3                          |
| -------------------------------- | -------------------------- | ------------------------------- |
| 1. Iran 2. Australia             | 3.Coreea de Sud 4. Japonia | 5. Arabia Saudită 6. Uzbekistan |
| Urna 4                           | Urna 5                     | Urna 6                          |
| 7.Emiratele Arabe Unite 8. China | 9.Qatar 10. Iraq           | 11. Siria 12. Thailanda         |

### Grupele
Primele 2 locuri din fiecare grupă se califică automat la Campionatul Mondial de Fotbal 2018,iar locul 3 din fiecare grupă trece în runda a 4-a.

#### Grupa A
| Echipa        | MJ | V | E | Î | GM | GP | G  | Pct |
| ------------- | -- | - | - | - | -- | -- | -- | --- |
| Iran          | 10 | 6 | 4 | 0 | 10 | 2  | +8 | 22  |
| Coreea de Sud | 10 | 4 | 3 | 3 | 11 | 10 | +1 | 15  |
| Siria         | 10 | 3 | 4 | 3 | 9  | 8  | +1 | 13  |
| Uzbekistan    | 10 | 4 | 1 | 5 | 6  | 7  | −1 | 13  |
| China         | 10 | 3 | 3 | 4 | 8  | 10 | −2 | 12  |
| Qatar         | 10 | 2 | 1 | 7 | 8  | 15 | −7 | 7   |

- Iran și  Coreea de Sud s-au calificat la Campionatul Mondial 2018.
- Siria va juca play-off-ul pentru locul al cincelea.
- Uzbekistan,  China și  Qatar au fost eliminate.

#### Grupa B
| Echipa                | MJ | V | E | Î | GM | GP | G   | Pct |
| --------------------- | -- | - | - | - | -- | -- | --- | --- |
| Japonia               | 10 | 6 | 2 | 2 | 17 | 7  | +10 | 20  |
| Arabia Saudită        | 10 | 6 | 1 | 3 | 17 | 10 | +7  | 19  |
| Australia             | 10 | 5 | 4 | 1 | 16 | 11 | +5  | 19  |
| Emiratele Arabe Unite | 10 | 4 | 1 | 5 | 10 | 13 | −3  | 13  |
| Irak                  | 10 | 3 | 2 | 5 | 11 | 12 | −1  | 11  |
| Thailanda             | 10 | 0 | 2 | 8 | 6  | 24 | −18 | 2   |

- Japonia și  Arabia Saudită s-au calificat la Campionatul Mondial 2018.
- Australia va juca play-off-ul pentru locul al cincelea.
- Emiratele Arabe Unite,  Irak și  Thailanda au fost eliminate.

## Runda a patra
Cele 2 echipe de pe locul 3 din fiecare grupă,vor juca un meci tur-retur,pentru determinarea echipei ce va juca în calificările pentru Campionatul Mondial de Fotbal 2018.

### Meciurile
| Echipa #1 | Total | Echipa #2 | Tur | Retur       |
| --------- | ----- | --------- | --- | ----------- |
| Siria     | 2-3   | Australia | 1–1 | 1–2 (d.p.p) |

## Play-off-urile inter-continentale
| Echipa #1 | Total | Echipa #2 | Tur | Retur |
| --------- | ----- | --------- | --- | ----- |
| Honduras  | 1-3   | Australia | 0–0 | 1-3   |

## Echipele calificate
Următoarele echipe din AFC s-au calificat la turneul final.
| Echipa         | Calificată                                  | Calificată pe     | Apariții precedente la turneul final                     |
| -------------- | ------------------------------------------- | ----------------- | -------------------------------------------------------- |
| Iran           | Câștigătoarea Grupei A din runda a 3-a      | 12 iunie 2017     | 4 (1978, 1998, 2006, 2014)                               |
| Japonia        | Câștigătoarea Grupei B din runda a 3-a      | 31 august 2017    | 5 (1998, 2002, 2006, 2010, 2014)                         |
| Coreea de Sud  | Locul 2 în Grupa A din runda a 3-a          | 5 septembrie 2017 | 9 (1954, 1986, 1990, 1994, 1998, 2002, 2006, 2010, 2014) |
| Arabia Saudită | Locul 2 în Grupa B din runda a 3-a          | 5 septembrie 2017 | 4 (1994, 1998, 2002, 2006)                               |
| Australia      | Câștigătoarea play-off-ului CONCACAF VS AFC | 15 noiembrie 2017 | 4 (1974, 2006, 2010, 2014)                               |